# Wanderspalt
Ein Wanderspalt ist ein Filter zur Messung von Strahlintensitäten, die über dem zulässigen Maximum des verwendeten Detektors liegen.
Der Wanderspalt besteht aus einem absorbierenden Plättchen mit einer schmalen Schlitzblende, das automatisch mit definierter Geschwindigkeit hin und her bewegt wird. Der Wanderspalt wird in den Strahlengang eingebracht, so dass bei der Hin- und Herbewegung der Spalt das Strahlprofil völlig überstreicht. Die Spaltbreite ist so eingestellt, dass zu keinem Zeitpunkt der Detektor geblendet werden kann. Während einer vorgegebenen Anzahl von Wanderspaltdurchläufen wird die Zählrate des Detektors aufintegriert, und anschließend mit Hilfe des bekannten Strahlprofils und der bekannten Geschwindigkeit und Breite des Spalts die Strahlintensität ermittelt.
Wanderspalte werden insbesondere zur Charakterisierung des Primärstrahls für Absolutmessungen in der Röntgenstreuung eingesetzt.